# Peña de Francia
La Peña de Francia es una montaña de la Sierra de Francia que se alza a 1727 m s. n. m., situada en el sur de la provincia de Salamanca, comunidad autónoma de Castilla y León, España, cuya cima pertenece al término municipal de El Cabaco.

## Situación geográfica

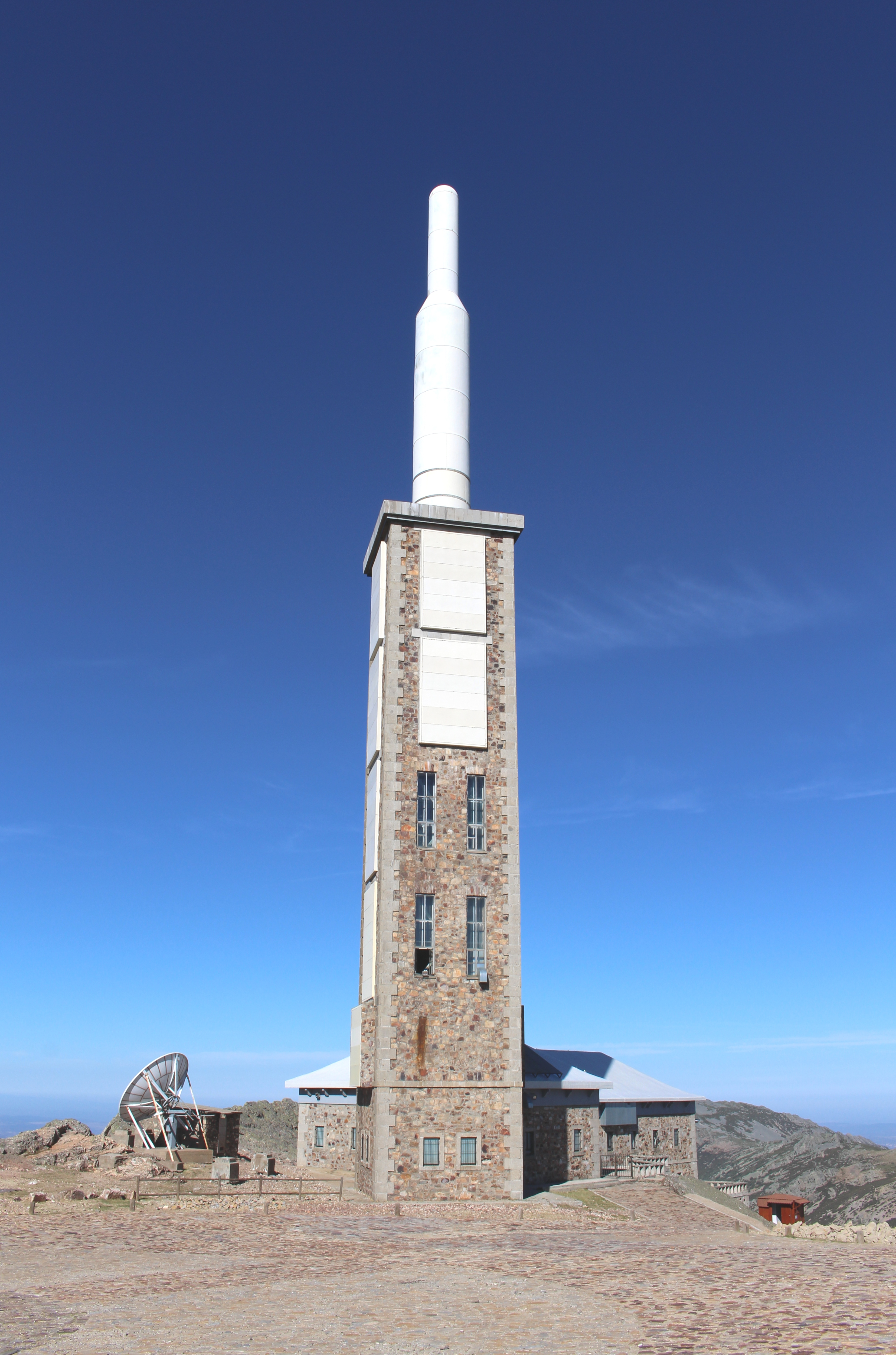
Repetidor de telecomunicaciones en la cima de la Peña de Francia

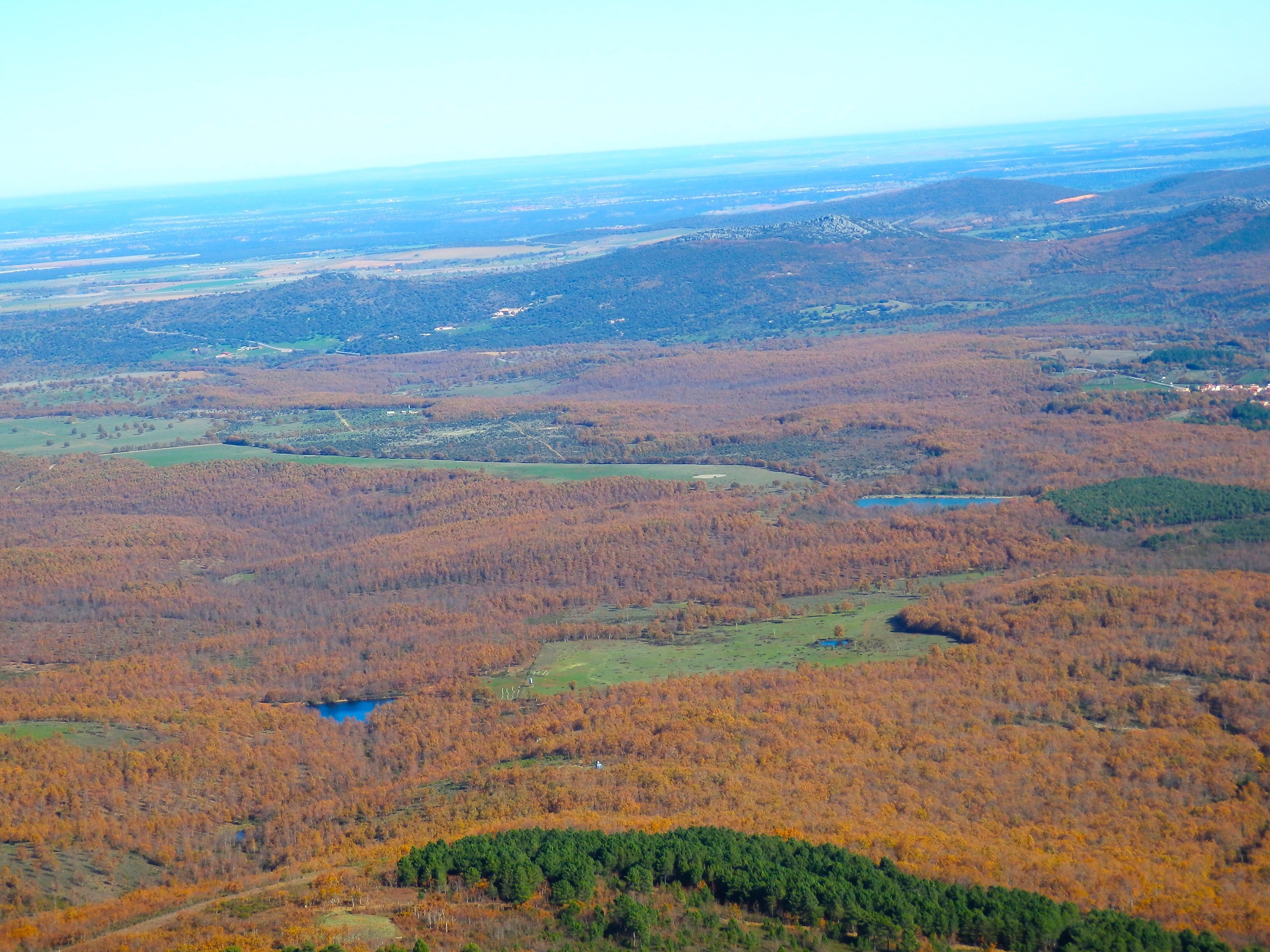
Vista desde la cima, con el Campo Charro al fondo

Perteneciente al municipio de El Cabaco, es una de las montañas más altas de la sierra de Francia, que a su vez forma parte del sistema Central. El sinclinorio de la Peña de Francia está separado del sinclinal de Tamames por el afloramiento granítico de La Alberca.

## Geología
Geológicamente es una estructura plegada muy compleja que arma las sierras más elevadas de este sector occidental, en concreto la sierra de Francia. Sobre su estructura deformada en pliegues de diversos tipos, bien resaltados por los bancos resistentes de la cuarcitas ordovícicas y sus conglomerados de base, se forman sinclinales colgados -como el que forma la cumbre de la Peña de Francia- y sierras del flanco sinclinal, mientras que los anticlinales han sido desventrados y dan lugar a collados, pasillos o depresiones. Situadas estas estructuras en un área próxima a la falla de Plasencia, se ven afectadas por dislocaciones de dirección NE, a lo largo de las cuales se han producido desplazamientos de bloques y, con ellos, desenganches de diversos sectores de los pliegues. Esta fallas aíslan sierras o sectores diferenciados de las mismas debido a la discontinuidad de las morfoestructuras.
En la Peña de Francia es común ver fósiles dejados en el pasado por diferentes organismos marinos, en especial cruzianas de trilobites y diversas galerías de gusanos marinos (skolithos, daedalus). Muy cerca, en Monsagro, hay además una ruta señalizada por sus calles con la que se pueden ver algunos ejemplares de estos mismos fósiles que se han empleado en las fachadas de sus calles.

## Religiosidad

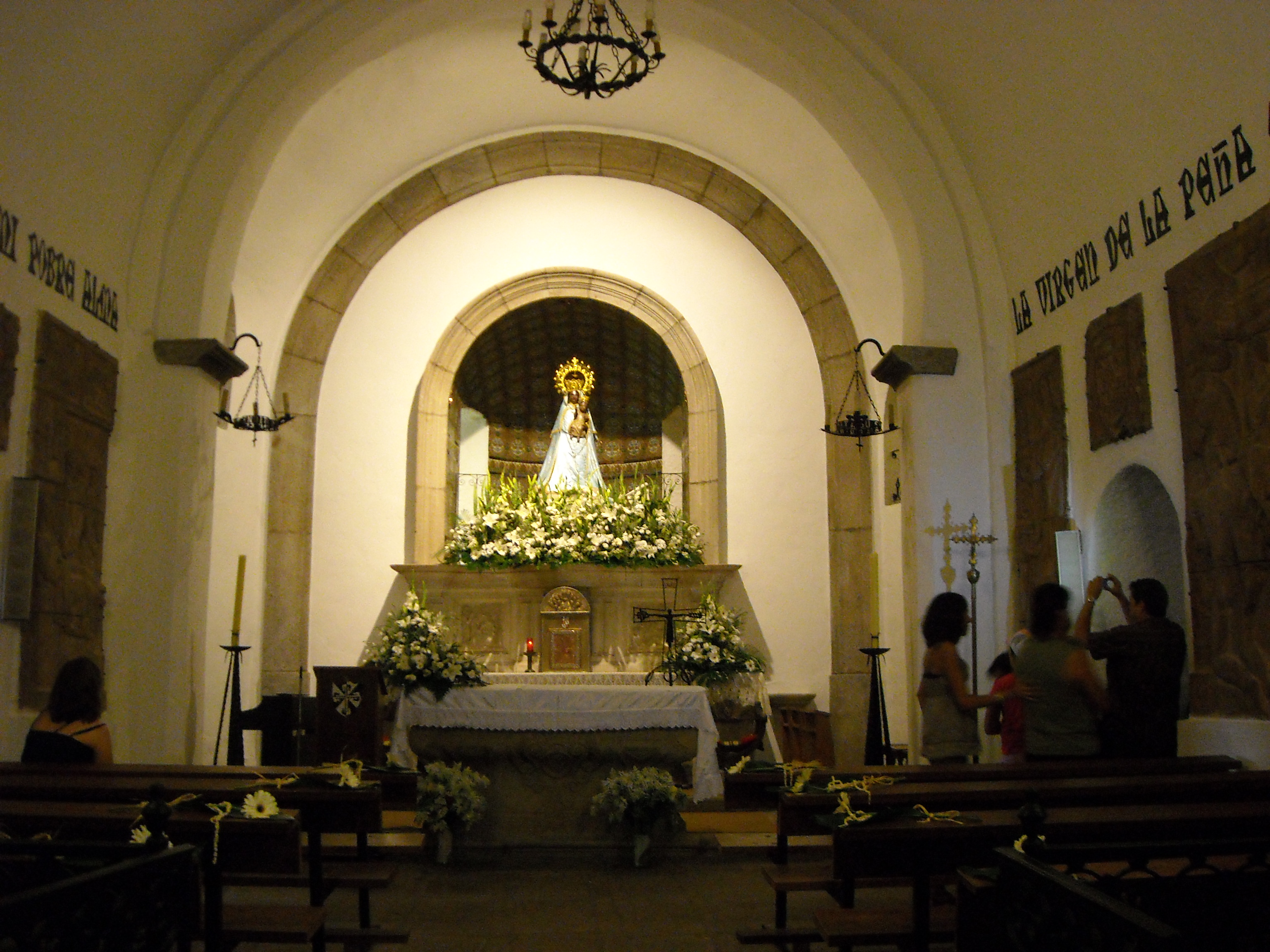
Interior del santuario de Nuestra Señora de la Peña de Francia

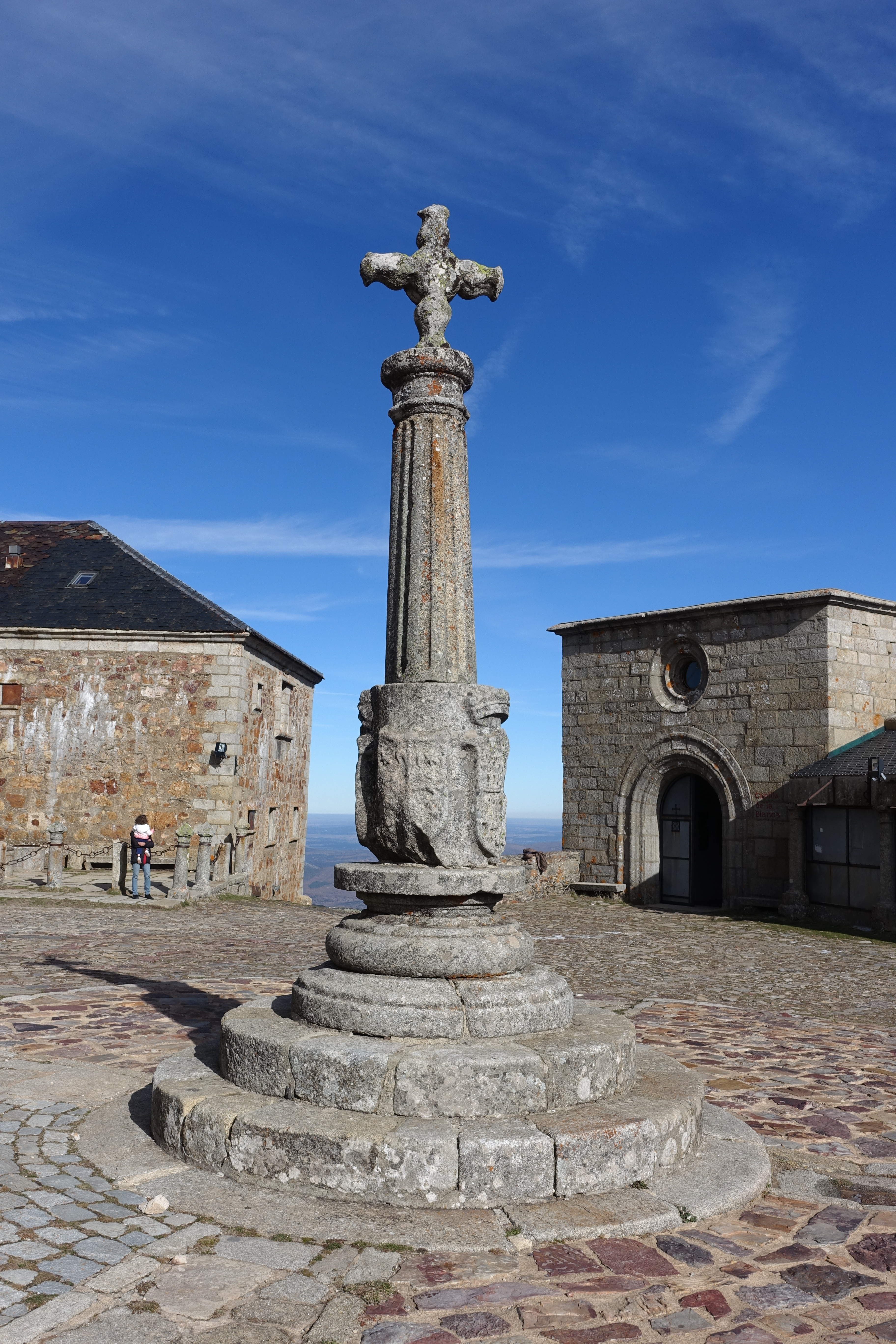
Rollo del Convento de Nuestra Señora de la Peña de Francia

Conocida por su Virgen negra, Nuestra Señora de la Peña de Francia, y su santuario, es prácticamente inaccesible en invierno por la nieve. Tiene gran afluencia de visitantes durante los meses de verano, muchos de ellos peregrinos cristianos. Además de la iglesia, dispone de un convento de frailes, una hospedería independiente del monasterio y una antena repetidora de telecomunicaciones, junto a tres capillas exteriores (entre las que destaca la capilla de la Blanca).

## Vistas
Desde su cima, se divisa toda la llanura del Campo Charro hacia el norte, la Sierra de Tamames hacia el este y el pantano de Gabriel y Galán hacia el sur, aparte del resto del macizo montañoso.

## Flora
Su vegetación se compone en la parte inferior por rebollares de Quercus pyrenaica, pinares de pino silvestre, casi todo de reforestación debido a los incendios, helechos, y otras especies como Erica arborea y Erica australis. En un estrato superior hay que destacar la presencia de matorrales como Cytisus oromediterraneus, Echinospartum y Pterospartum tridentatum. La parte superior, próxima a la cima, no tiene apenas vegetación por su naturaleza rocosa. Rodeando la montaña por el norte, se sitúan pueblos que durante la última década han pasado a ser focos de interés turístico rural, como La Alberca.